# DJEZJA
Karim Fatheddine (Utrecht, 18 augustus 1994) beter bekend onder zijn artiestennaam DJEZJA, is een Nederlands-Marokkaans rapper.

## Carrière
Fatheddine groeide op in de Utrechtse wijk Overvecht. In zijn jeugd kwam Fatheddine daar in aanraking met criminaliteit en het dealen van drugs. In diezelfde periode begon hij met rappen. Uiteindelijk werd Fatheddine opgepakt. Later volgde er een uit huis plaatsing. Rond zijn twintigste werkte Fatheddine onder andere als afwasser in een restaurant, als schoonmaker in de fabriek van Douwe Egberts en als steigerbouwer. Deze werkzaamheden waren voor hem geen groot succes en zo besloot Fatheddine nooit meer voor een baas te willen werken. Uiteindelijk lukte het Fatheddine zich te storten op muziek. In 2013 verscheen Fatheddine samen met Lijpe, Ismo en Mellamell bij Zonamo Underground, toen nog onder de artiestennaam Kippie. In datzelfde jaar stond hij samen met Lijpe bij 101Barz. Eigen officiële muziek bleef echter nog uit.
In 2015 wist TonyTony Fatheddine te overtuigen meer aan eigen muziek te gaan werken. Fatheddine stond over de verschillende jaren onder contract bij diverse labels. Zo tekende Fatheddine in september 2018 bij label Trifecta van Ali B. Op datzelfde moment veranderde hij zijn artiestennaam in DJEZJA. In maart 2021 vertrok Fatheddine naar Avalon Music. En een jaar later tekende hij in mei 2022 bij Next Era Publishing. Vanaf 2023 bracht Fatheddine muziek uit via Amuseio AB.